# Itirapina (ort)
Itirapina är en ort i Brasilien.   Den ligger i kommunen Itirapina och delstaten São Paulo, i den sydöstra delen av landet, 700 km söder om huvudstaden Brasília. Itirapina ligger 760 meter över havet och antalet invånare är 13 229.
Terrängen runt Itirapina är platt åt nordväst, men åt sydost är den kuperad. Det finns inga andra samhällen i närheten.
Omgivningarna runt Itirapina är huvudsakligen savann. Runt Itirapina är det ganska tätbefolkat, med 83 invånare per kvadratkilometer.